# 5e étape du Tour de France 2006
La 5e étape du Tour de France 2006 s'est déroulée le 6 juillet entre Beauvais et Caen sur une distance de 225 km.

## Profil
Cette étape compte quatre ascensions référencées pour le classement du meilleur grimpeur :
- Le mont des Fourches (2,4 km à 3,9 %, 4e catégorie);
- La côte du Buquet (4e catégorie);
- La côte de Saint-Grégoire-du-Vièvre (3,2 km à 3,4 %, 4e catégorie);
- La côte du Boulay (1,6 km à 4,8 %, 4e catégorie).

et trois sprints :
- Au kilomètre 66,5 aux Andelys;
- Au kilomètre 140,5 à Saint-Georges-du-Vièvre;
- Au kilomètre 175 à Pont-l'Évêque.

Ravitaillement au km 117 à Bourgtheroulde-Infreville.

## Récit
Cette étape a été marquée par une longue échappée de 2 coureurs (Samuel Dumoulin et Björn Schröder) qui ont compté jusqu'à 12 minutes et 40 secondes d'avance sur le peloton (au 85e km).
Malgré une réaction assez tardive, mais efficace du peloton (plusieurs coureurs lâchés dans le final), les 2 échappés ont finalement été rattrapés à seulement 3 km de l'arrivée.
La victoire se joue ainsi au sprint, et c'est Óscar Freire qui l'emporte surprenant tous les autres sprinters par une accélération brutale. Le champion du monde, Tom Boonen, ne peut remonter Oscar Freire et termine second.
Au classement général, Tom Boonen accroit encore son avance, grâce aux bonifications de l'arrivée.

## Résultats

### Sprints
| Sprint intermédiaire des Andelys (km 66.5) | Sprint intermédiaire des Andelys (km 66.5) | Sprint intermédiaire des Andelys (km 66.5) | Sprint intermédiaire des Andelys (km 66.5) | Sprint intermédiaire des Andelys (km 66.5) |
| ------------------------------------------ | ------------------------------------------ | ------------------------------------------ | ------------------------------------------ | ------------------------------------------ |
|                                            | Coureur                                    | Pays                                       | Équipe                                     | Point(s)                                   |
| 1er                                        | Samuel Dumoulin                            | FRA                                        |                                            | 6                                          |
| 2e                                         | Björn Schröder                             | GER                                        |                                            | 4                                          |
| 3e                                         | Johan Vansummeren                          | BEL                                        |                                            | 2                                          |
| modifier                                   |                                            |                                            |                                            |                                            |

| Sprint intermédiaire de Saint-Georges-du-Vièvre (km 140.5) | Sprint intermédiaire de Saint-Georges-du-Vièvre (km 140.5) | Sprint intermédiaire de Saint-Georges-du-Vièvre (km 140.5) | Sprint intermédiaire de Saint-Georges-du-Vièvre (km 140.5) | Sprint intermédiaire de Saint-Georges-du-Vièvre (km 140.5) |
| ---------------------------------------------------------- | ---------------------------------------------------------- | ---------------------------------------------------------- | ---------------------------------------------------------- | ---------------------------------------------------------- |
|                                                            | Coureur                                                    | Pays                                                       | Équipe                                                     | Point(s)                                                   |
| 1er                                                        | Samuel Dumoulin                                            | FRA                                                        |                                                            | 6                                                          |
| 2e                                                         | Björn Schröder                                             | GER                                                        |                                                            | 4                                                          |
| 3e                                                         | Johan Vansummeren                                          | BEL                                                        |                                                            | 2                                                          |
| modifier                                                   |                                                            |                                                            |                                                            |                                                            |

| Sprint intermédiaire de Pont-l'Évêque (km 175) | Sprint intermédiaire de Pont-l'Évêque (km 175) | Sprint intermédiaire de Pont-l'Évêque (km 175) | Sprint intermédiaire de Pont-l'Évêque (km 175) | Sprint intermédiaire de Pont-l'Évêque (km 175) |
| ---------------------------------------------- | ---------------------------------------------- | ---------------------------------------------- | ---------------------------------------------- | ---------------------------------------------- |
|                                                | Coureur                                        | Pays                                           | Équipe                                         | Point(s)                                       |
| 1er                                            | Samuel Dumoulin                                | FRA                                            |                                                | 6                                              |
| 2e                                             | Björn Schröder                                 | GER                                            |                                                | 4                                              |
| 3e                                             | Johan Vansummeren                              | BEL                                            |                                                | 2                                              |
| modifier                                       |                                                |                                                |                                                |                                                |

### Cols et côtes
| 1. Mont des Fourches, 4e catégorie (km 10.5) | 1. Mont des Fourches, 4e catégorie (km 10.5) | 1. Mont des Fourches, 4e catégorie (km 10.5) | 1. Mont des Fourches, 4e catégorie (km 10.5) | 1. Mont des Fourches, 4e catégorie (km 10.5) |
| -------------------------------------------- | -------------------------------------------- | -------------------------------------------- | -------------------------------------------- | -------------------------------------------- |
|                                              | Coureur                                      | Pays                                         | Équipe                                       | Point(s)                                     |
| 1er                                          | Jérôme Pineau                                | FRA                                          |                                              | 3                                            |
| 2e                                           | Pierrick Fédrigo                             | FRA                                          |                                              | 2                                            |
| 3e                                           | Anthony Geslin                               | FRA                                          |                                              | 1                                            |
| modifier                                     |                                              |                                              |                                              |                                              |

| 2. Côte du Buquet, 4e catégorie (km 109) | 2. Côte du Buquet, 4e catégorie (km 109) | 2. Côte du Buquet, 4e catégorie (km 109) | 2. Côte du Buquet, 4e catégorie (km 109) | 2. Côte du Buquet, 4e catégorie (km 109) |
| ---------------------------------------- | ---------------------------------------- | ---------------------------------------- | ---------------------------------------- | ---------------------------------------- |
|                                          | Coureur                                  | Pays                                     | Équipe                                   | Point(s)                                 |
| 1er                                      | Björn Schröder                           | GER                                      |                                          | 3                                        |
| 2e                                       | Samuel Dumoulin                          | FRA                                      |                                          | 2                                        |
| 3e                                       | Fabian Wegmann                           | FRA                                      |                                          | 1                                        |
| modifier                                 |                                          |                                          |                                          |                                          |

| 3. Côte de Saint-Grégoire-du-Vièvre, 4e catégorie (km 134.5) | 3. Côte de Saint-Grégoire-du-Vièvre, 4e catégorie (km 134.5) | 3. Côte de Saint-Grégoire-du-Vièvre, 4e catégorie (km 134.5) | 3. Côte de Saint-Grégoire-du-Vièvre, 4e catégorie (km 134.5) | 3. Côte de Saint-Grégoire-du-Vièvre, 4e catégorie (km 134.5) |
| ------------------------------------------------------------ | ------------------------------------------------------------ | ------------------------------------------------------------ | ------------------------------------------------------------ | ------------------------------------------------------------ |
|                                                              | Coureur                                                      | Pays                                                         | Équipe                                                       | Point(s)                                                     |
| 1er                                                          | Björn Schröder                                               | GER                                                          |                                                              | 3                                                            |
| 2e                                                           | Samuel Dumoulin                                              | FRA                                                          |                                                              | 2                                                            |
| 3e                                                           | Jérôme Pineau                                                | FRA                                                          |                                                              | 1                                                            |
| modifier                                                     |                                                              |                                                              |                                                              |                                                              |

| 4. Côte du Boulay, 4e catégorie (km 159) | 4. Côte du Boulay, 4e catégorie (km 159) | 4. Côte du Boulay, 4e catégorie (km 159) | 4. Côte du Boulay, 4e catégorie (km 159) | 4. Côte du Boulay, 4e catégorie (km 159) |
| ---------------------------------------- | ---------------------------------------- | ---------------------------------------- | ---------------------------------------- | ---------------------------------------- |
|                                          | Coureur                                  | Pays                                     | Équipe                                   | Point(s)                                 |
| 1er                                      | Björn Schröder                           | GER                                      |                                          | 3                                        |
| 2e                                       | Samuel Dumoulin                          | FRA                                      |                                          | 2                                        |
| 3e                                       | Jérôme Pineau                            | FRA                                      |                                          | 1                                        |
| modifier                                 |                                          |                                          |                                          |                                          |

### Classement de l'étape
| Classement de la 1re étape | Classement de la 1re étape | Classement de la 1re étape | Classement de la 1re étape | Classement de la 1re étape |
|                            | Coureur                    | Pays                       | Équipe                     | Temps                      |
| -------------------------- | -------------------------- | -------------------------- | -------------------------- | -------------------------- |
| 1er                        | Óscar Freire               | ESP                        | Rabobank                   | en 5 h 18 min 50 s         |
| 2e                         | Tom Boonen                 | BEL                        | Quick Step-Innergetic      | + 0 s                      |
| 3e                         | Iñaki Isasi                | ESP                        | Euskaltel-Euskadi          | + 0 s                      |
| 4e                         | David Kopp                 | GER                        | Gerolsteiner               | + 0 s                      |
| 5e                         | Robbie McEwen              | AUS                        | Davitamon-Lotto            | + 0 s                      |
| 6e                         | Alessandro Ballan          | ITA                        | Lampre                     | + 0 s                      |
| 7e                         | Thor Hushovd               | NOR                        | Crédit agricole            | + 0 s                      |
| 8e                         | Francisco Ventoso          | ESP                        | Saunier Duval-Prodir       | + 0 s                      |
| 9e                         | Erik Zabel                 | GER                        | Milram                     | + 0 s                      |
| 10e                        | Bernhard Eisel             | AUT                        | La Française des jeux      | + 0 s                      |
| modifier                   |                            |                            |                            |                            |

- prix de la combativité : Samuel Dumoulin  France

## Classements à l'issue de l'étape

### Classement général
| Classement général à la 3e étape | Classement général à la 3e étape | Classement général à la 3e étape | Classement général à la 3e étape | Classement général à la 3e étape |
|                                  | Coureur                          | Pays                             | Équipe                           | Temps                            |
| -------------------------------- | -------------------------------- | -------------------------------- | -------------------------------- | -------------------------------- |
| 1er                              | Tom Boonen                       | BEL                              | Quick Step-Innergetic            | en 25 h 10 min 51 s              |
| 2e                               | Michael Rogers                   | AUS                              | T-Mobile                         | + 13 s                           |
| 3e                               | Óscar Freire                     | ESP                              | Rabobank                         | + 17 s                           |
| 4e                               | George Hincapie                  | USA                              | Discovery Channel                | + 17 s                           |
| 5e                               | Thor Hushovd                     | NOR                              | Crédit agricole                  | + 19 s                           |
| 6e                               | Robbie McEwen                    | AUS                              | Davitamon-Lotto                  | + 24 s                           |
| 7e                               | Paolo Savoldelli                 | ITA                              | Discovery Channel                | + 27 s                           |
| 8e                               | Floyd Landis                     | USA                              | Phonak                           | + 28 s                           |
| 9e                               | Vladimir Karpets                 | RUS                              | Caisse d'Épargne-Illes Balears   | + 29 s                           |
| 10e                              | Serhiy Honchar                   | UKR                              | T-Mobile                         | + 29 s                           |
| modifier                         |                                  |                                  |                                  |                                  |

### Classement par points
| Classement par points | Classement par points | Classement par points | Classement par points    | Classement par points |
| --------------------- | --------------------- | --------------------- | ------------------------ | --------------------- |
|                       | Coureur               | Pays                  | Équipe                   | Point(s)              |
| 1er                   | Robbie McEwen         | AUS                   | Davitamon-Lotto          | 122 points            |
| 2e                    | Tom Boonen            | BEL                   | Quick Step-Innergetic    | 121 pts               |
| 3e                    | Óscar Freire          | ESP                   | Équipe cycliste Rabobank | 115 pts               |
| modifier              |                       |                       |                          |                       |

### Classement du meilleur grimpeur
| Classement du meilleur grimpeur | Classement du meilleur grimpeur | Classement du meilleur grimpeur | Classement du meilleur grimpeur | Classement du meilleur grimpeur |
| ------------------------------- | ------------------------------- | ------------------------------- | ------------------------------- | ------------------------------- |
|                                 | Coureur                         | Pays                            | Équipe                          | Point(s)                        |
| 1er                             | Jérôme Pineau                   | FRA                             | Bouygues Telecom                | 26 points                       |
| 2e                              | David de la Fuente              | ESP                             | Saunier Duval-Prodir            | 17 pts                          |
| 3e                              | Fabian Wegmann                  | GER                             | Gerolsteiner                    | 15 pts                          |
| modifier                        |                                 |                                 |                                 |                                 |

### Classement du meilleur jeune
| Classement général du meilleur jeune | Classement général du meilleur jeune | Classement général du meilleur jeune | Classement général du meilleur jeune | Classement général du meilleur jeune |
|                                      | Coureur                              | Pays                                 | Équipe                               | Temps                                |
| ------------------------------------ | ------------------------------------ | ------------------------------------ | ------------------------------------ | ------------------------------------ |
| 1er                                  | Markus Fothen                        | GER                                  | Gerolsteiner                         | en 25 h 11 min 28 s                  |
| 2e                                   | Benoît Vaugrenard                    | FRA                                  | La Française des jeux                | + 3 s                                |
| 3e                                   | Philippe Gilbert                     | BEL                                  | La Française des jeux                | + 11 s                               |
| modifier                             |                                      |                                      |                                      |                                      |

### Classement par équipes
| Classement par équipes | Classement par équipes | Classement par équipes | Classement par équipes |
|                        | Équipe                 | Pays                   | Temps                  |
| ---------------------- | ---------------------- | ---------------------- | ---------------------- |
| 1re                    | Discovery Channel      | États-Unis             | en 77 h 33 min 55 s    |
| 2e                     | CSC                    | Danemark               | + 1 s                  |
| 3e                     | T-Mobile               | Allemagne              | + 2 s                  |
| modifier               |                        |                        |                        |